# Caryophyllaeus trisignatus
Caryophyllaeus trisignatus is een lintworm (Platyhelminthes; Cestoda). De worm is tweeslachtig. De soort leeft als parasiet in andere dieren.
Het geslacht Caryophyllaeus, waarin de lintworm wordt geplaatst, wordt tot de familie Caryophyllaeidae gerekend. De wetenschappelijke naam van de soort werd voor het eerst geldig gepubliceerd in 1858 door Molin.